# Hruškovica
Hruškovica is een plaats in de gemeente Vrbovec in de Kroatische provincie Zagreb. De plaats telt inwoners (2001).